# Julio César Suazo
Julio César Suazo Bernárdez, meglio noto come Julio Suazo (La Ceiba, 5 ottobre 1978), è un ex calciatore honduregno, di ruolo difensore.

## Carriera

### Nazionale
Nel 2000 ha partecipato, insieme alla selezione honduregna, ai Giochi della XXVII Olimpiade di Sydney.